# جغرافیای عراق

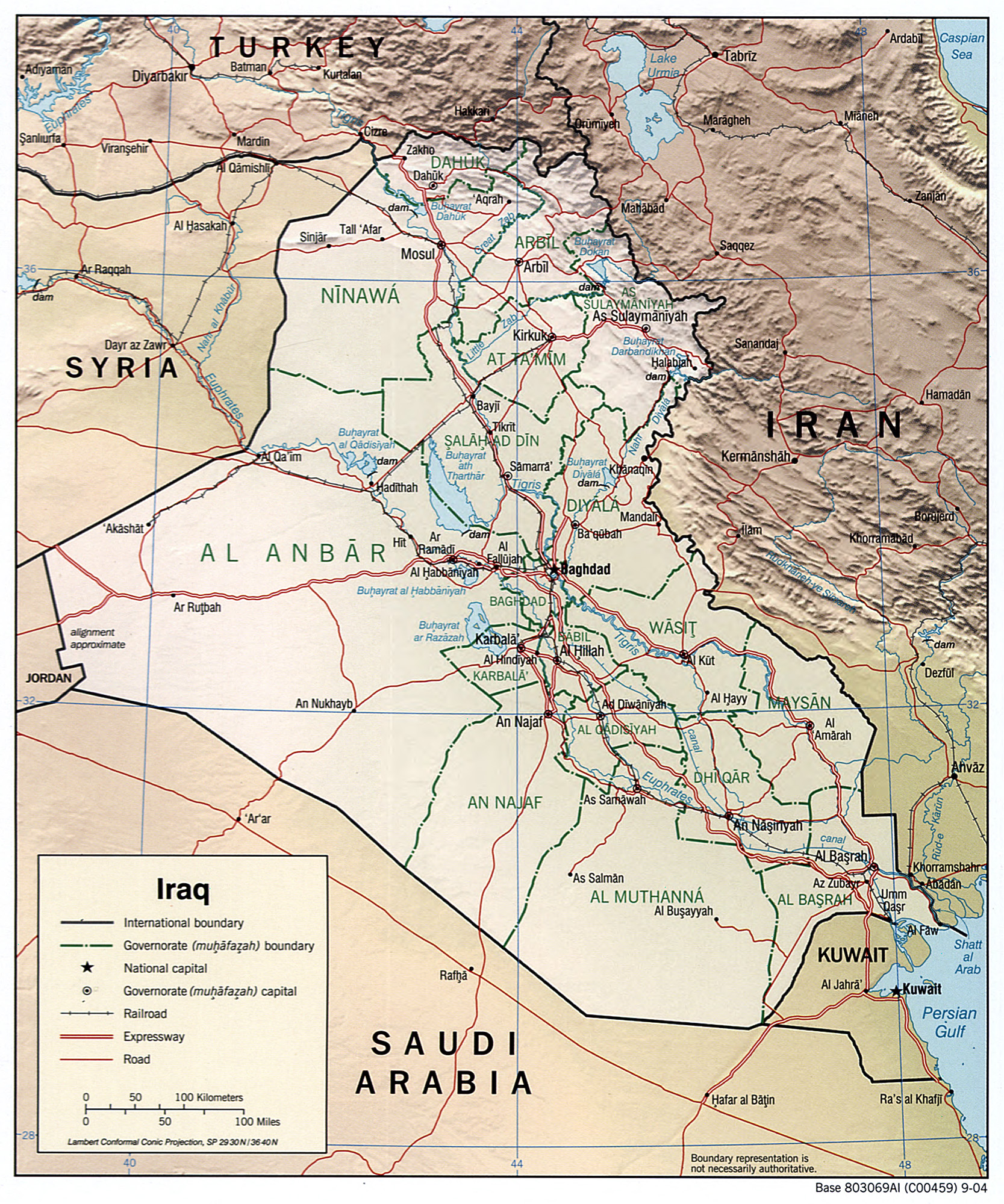
نقشهٔ عراق در میان همسایگانش

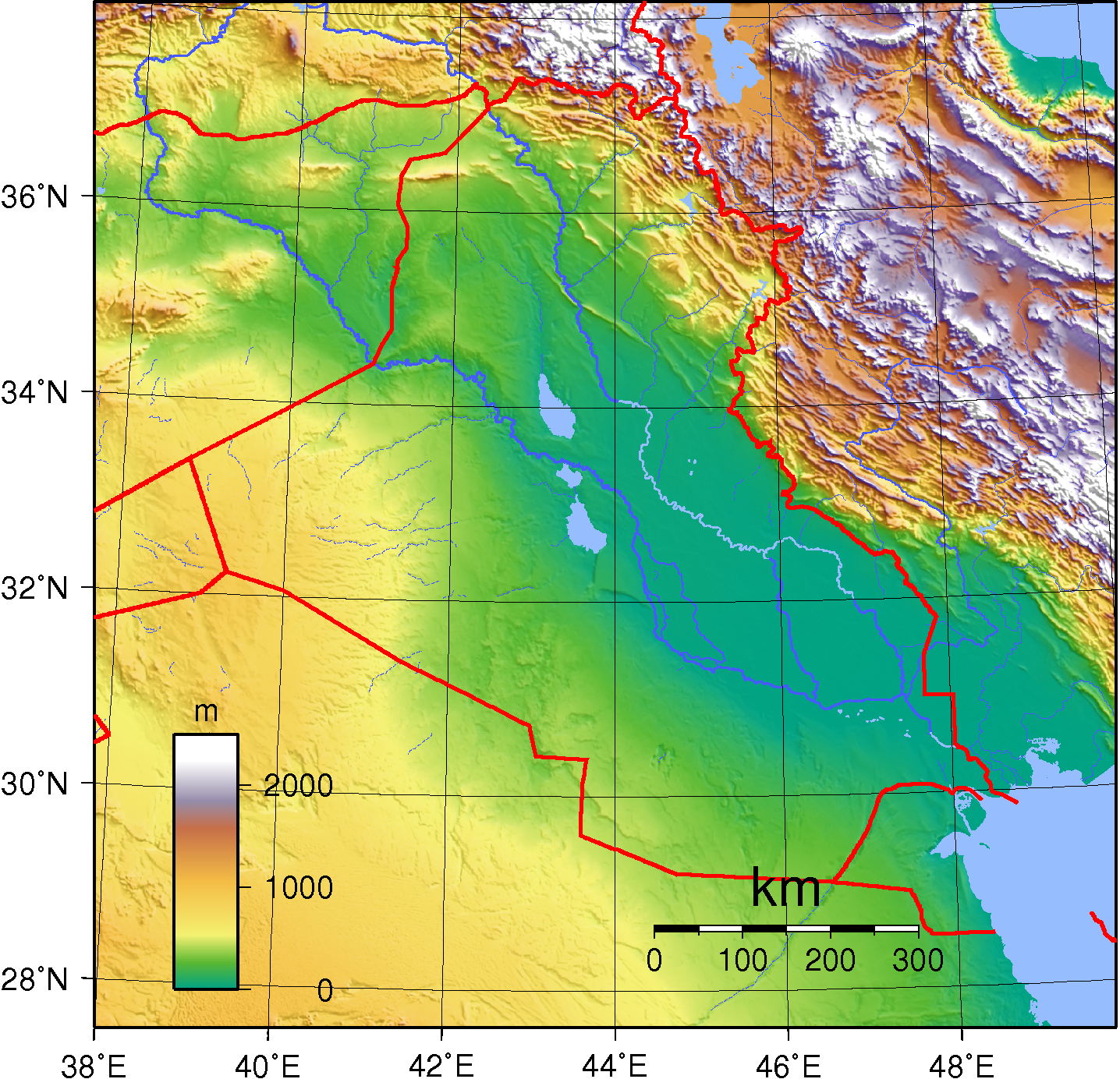
نقشهٔ مکان‌نگاری عراق

جغرافیای عراق گوناگون است و به چهار ناحیه اصلی بخش می‌شود: بیابان (باختر فرات)، میانرودانِ بالا (جزیره) ناحیه‌ای در میانهٔ بالاییِ دجله و فرات، کوهسارهای شمالی در کردستان عراق، و میانرودانِ پایین، دشتی آبرفتی که از نزدیک تکریت تا خلیج فارس گسترده‌است.
کوهستان‌های شمال‌خاوری عراق بخشی از گسترش خاورسوی سامانه کوهستانی‌ای هستند که از بالکان، جنوب ترکیه، شمال عراق، ایران، و افغانستان گذشته و حتی به هیمالیا می‌رسد. ناحیه بیابانی در جنوب‌باختری و استانهای مرکزی هم‌مرز با عربستان و اردن جای گرفته و از دیدگاه جغرافیایی بخشی از شبه‌جزیره عربستان است.
سرزمین عراق در تاریخ جغرافیا جایگاه برجسته‌ای دارد: یک لوح رُسی، که به گستردگی «کهن‌ترین نقشهٔ شناخته شده» دانسته می‌شود، در سال ۱۹۳۰ میلادی و در جریان کاوش‌های گاسور (به اکدی: Gasur) در نوزی (به هوری: Nuzi) (یورغان تپه امروزی)، جایی نزدیک به شهرهای حران و کرکوک و ۳۲۰ کیلومتر (۲۰۰ مایل) شمال بابِل، از زمین بیرون آورده شد. بر پایهٔ برآوردهای رایج قدمت این لوح، با اندازه ۱۹۳ در ۱۷۳ میلیمتر (۷٫۶ در ۶٫۸ اینچ)، به روزگار دودمان سارگُن یکم اکدی از ۲۵۰۰ تا ۲۳۰۰ پیش از میلاد می‌رسد. برآورد پیشنهادیِ باستانشناس لئو بگراو (به انگلیسی: Leo Bagrow) زمان آن را حتی دورتر و به دوره پادشاهی اکد (۳۸۰۰ سال پ. م) می‌رساند.
بیشتر جغرافیدانان، از جمله دولت عراق، جغرافیای کشور را در چارچوب چهار ناحیه اصلی مورد بحث قرار می‌دهند: صحرا در غرب و جنوب غربی؛ تپه‌ماهور بین بالادست رودخانه‌های دجله و فرات؛ کوهستان‌های شمال و شمال شرق؛ و دشت آبرفتی که دجله و فرات در آن جریان دارند.
گزارش‌های آماری رسمی عراق مساحت کشور را ۴۳۸٬۴۴۶ کیلومتر مربع نشان می‌دهند، در حالی که یکی از متن‌های وزارت امور خارجه ایالات متحده مساحت عراق را ۴۳۴٫۹۳۴ کیلومتر مربع ذکر می‌کند.

## میان‌رودان شمالی
منطقه مرتفع، میان دجله، در شمال سامرا، و فرات، در شمال هیت، معروف است به «جزیره». «جزیره» بخشی از یک ناحیه بزرگتر است که از غرب، بین دو رودخانه، به سمت سوریه، و تا ترکیه امتداد می‌یابد. آب این منطقه در دره‌های عمیق جریان دارد و آبیاری در این منطقه بسیار دشوارتر از جلگه پست جنوبی است. مناطق جنوب غربی این منطقه، کویری یا نیمه‌بیابانی‌اند. قسمت‌های شمالی که شامل مناطقی چون دشت نینوا، دهوک و زاخو است، عمدتاً پوشش گیاهی مدیترانه‌ای دارد. پوشش گیاهی این نواحی در تابستان‌های خشک به صورت چرخشی خشک می‌شود و رنگ قهوه‌ای به‌خود می‌گیرد و در زمستان‌های پربارش ازنو شکوفا می‌شود.

## میان‌رودان جنوبی
دشت آبرفتی عراق از شمال بغداد آغاز می‌شود و تا خلیج فارس گسترش می‌یابد. در اینجا رودخانه‌های دجله و فرات در بسیاری از مناطق در سطحی بالاتر از سطح جلگه جریان دارند و کل منطقه یک دلتای رودخانه‌ای به‌شمار می‌آید که تار و پود آن شاخه‌های دو رودخانه و کانال‌های پرشمار آبیاری است. 
وجود دریاچه‌های فصلی که از سیلاب رودخانه‌ها تغذیه می‌شوند از دیگر ویژگی‌های جنوب شرق عراق است. منطقه‌ای نسبتاً بزرگ (۱۵٬۰۰۰ کیلومتر مربع) درست بالاتر از پیوندگاه دو رودخانه در قرنه که از شرق دجله تا آن سوی مرز ایران ادامه می‌یابد مرداب است. این ناحیهٔ مردابی به نام هور الحمار بر اثر سده‌ها جمع شدن آب سیلاب‌ها و زهکشی ناکافی پدید آمده است. بخش اعظم این مرداب‌ها دائمی است، اما بعضی از قسمت‌ها در اوایل زمستان خشک می‌شوند و سایر قسمت‌ها فقط در سال‌های سیلاب شدید به مرداب تبدیل می‌شوند.